# Ahtopol
Ahtopol (bulgare : Ахтопол ; Αγαθούπολη) est une ville située dans le sud-est de la Bulgarie, sur la rive ouest de la mer Noire.

## Géographie

### Géographie physique
Ahtopol est située dans l'est de la Bulgarie, à 453 km à l'est-sud-est de la capitale Sofia et à 76 km au sud-est de la capitale régionale Bourgas. Elle fait partie de la commune de commune de Tsarèvo

## Géographie humaine
La population du village d'Ahtopol a progressivement augmenté tout au long de la première moitié du XXe siècle avant d'être touchée par l'exode rural, du fait du manque d'activités sur place, de la mécanisation de l'agriculture et de la pêche et de son relatif isolement. À partir du milieu des années 1970 et jusqu'au début des années 2010, elle a repris sa croissance grâce au développement de l'activité touristique. Mais elle a repris, depuis, sa baisse du fait de son relatif isolement et de l'insuffisance des infrastructures.
| 1926  | 1934 | 1946  | 1956  | 1965 | 1975 | 1985  | 1992  | 2001  |
| ----- | ---- | ----- | ----- | ---- | ---- | ----- | ----- | ----- |
| 1 095 | 972  | 1 079 | 1 058 | 947  | 945  | 1 137 | 1 204 | 1 192 |

| 2011  | 2021  | 2022  | - | - | - | - | - | - |
| ----- | ----- | ----- | - | - | - | - | - | - |
| 1 295 | 1 203 | 1 032 | - | - | - | - | - | - |

## Histoire
Les découvertes archéologiques ont établi que le site de l'actuelle ville d'Ahtopol était habité au néolithique et à l'âge du fer. La région était habitée, dans l'Antiquité, par la trubue thrace des Tini. La localité a été fondée vers 430 av. J.-C. par des colons grecs d'Athènes, probablement à l'occasion des actions menées par Périclès sur les pourtours du Pont Euxin. La ville devint un centre commercial, où l'on frappa des pièces de monnaies athéniennes.
Après les invasions barbares des Ve – VIIe siècles, la ville fut reconstruite par le général byzantin Agathon.
Au cours de son histoire, la localité a porté différents noms : Aulaiouteichos (athéniens), Alaeouteichos (athéniens), Avleyteykhon, Tirakh, Perontikon (grecs), Peronticus (romains), Aghpi, Agapi polis, Agathopolis (byzantins), Agathoupoli, Gastopoli, Ahtebol.
Au Moyen Âge, Agatopol fut plusieurs fois incluse dans le territoire du Premier puis du Second empire bulgare. Une inscription de Khan Krum de 812 rapporte sa conquête. La localité fut ensuite capturée par le roi Théodore Svetoslav en 1304. Vers 1389, vingt ans après la prise d'Andrinople par les Ottomans, le métropole de la ville déplaça son siège à Agatopol. Le village fut conquis par les ottomans en 1396, en même temps que Sozopol et Médéa. En 1403, le sultan Suleyman Bey la rendit à l'Empire byzantin, ainsi que les autres villes du Bosphore à Varna. La disparition de l'Empire byzantin en 1453, entraina le passage définitif de la ville sous domination ottomane. Le sultan Mehmed II le Conquérant émit un ordre de déplacement d'une partie des habitants des diverses villes conquises de la péninsule balkanique - dont Ahtopol - vers la capitale Constantinople dépeuplée. Peu de temps après, le village fut reconstruit et des immigrants d'Asie Mineure s'y installèrent. Au XVIe siècle, il fut mentionné comme siège d'un évêché.
Après les Guerres balkaniques (1912-1913), la ville fut rattachée au royaume de Bulgarie. Sa population grecque fut expulsée et fonda le village de Néa Agathoúpoli en Grèce. Des réfugiés bulgares de Thrace orientale s'installèrent à sa place. En 1918, Ahtopol fut presque entièrement détruite par un incendie, qui a également incendié l'ancienne cathédrale de l'Assomption. La ville moderne a été construite après cet incendie.

## Galerie

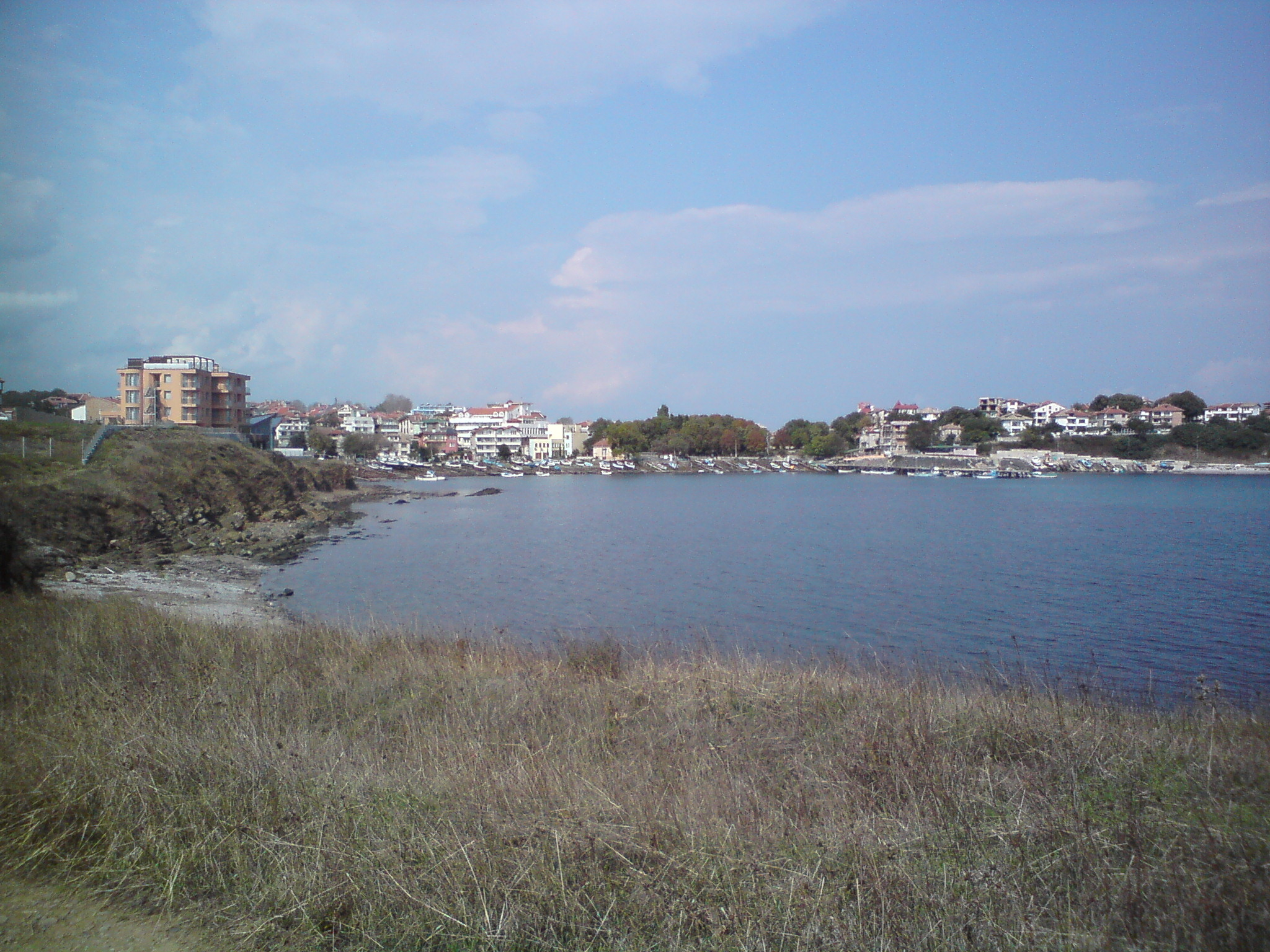
Vue panoramique
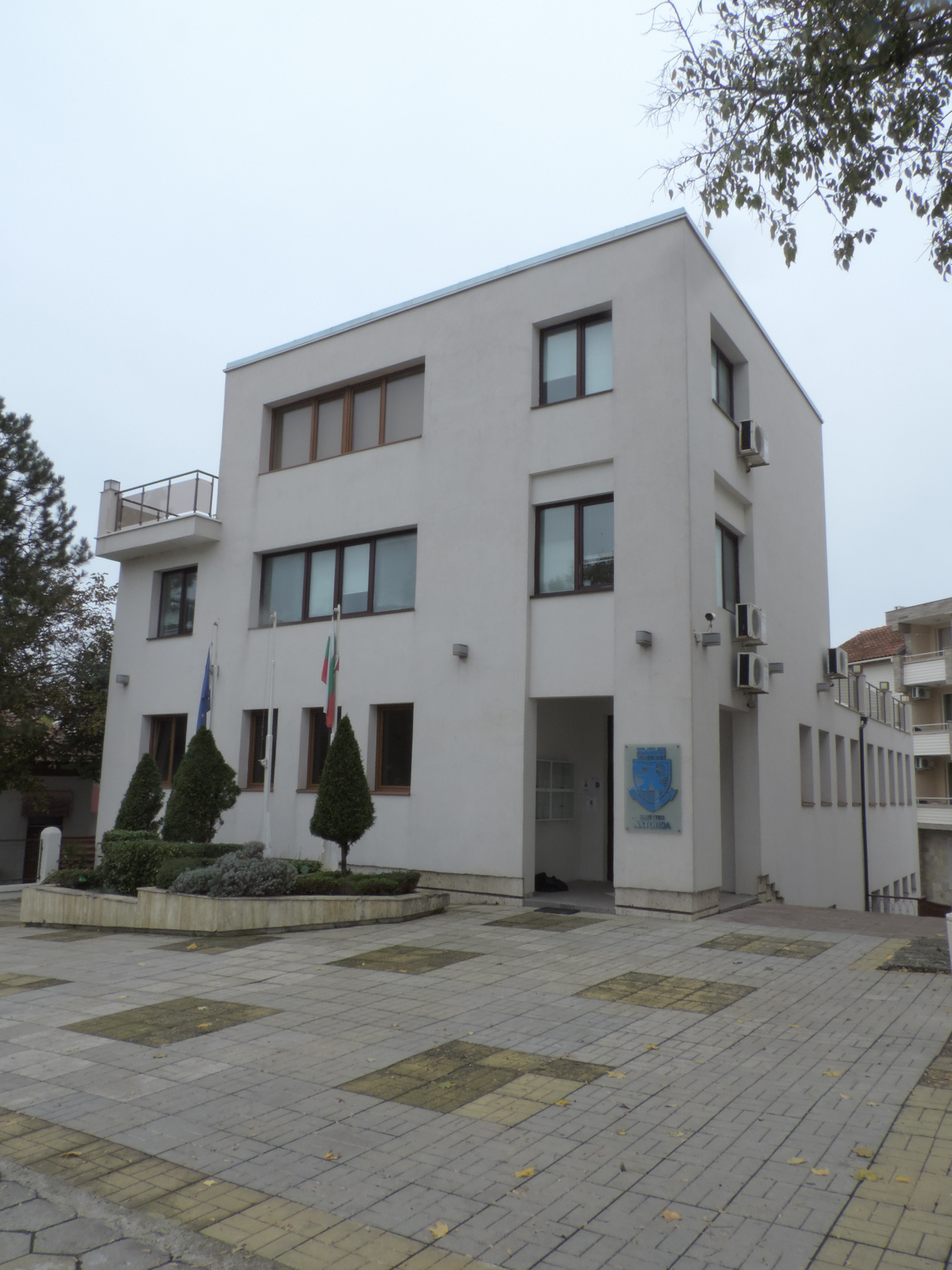
La mairie-annexe
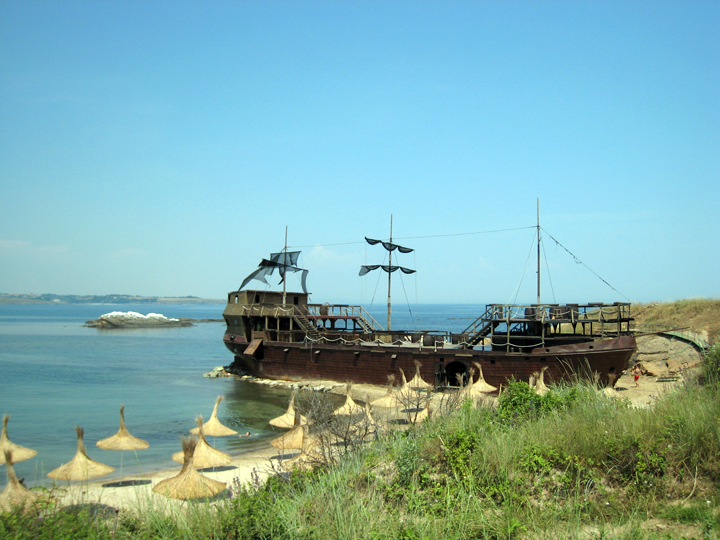
La plage
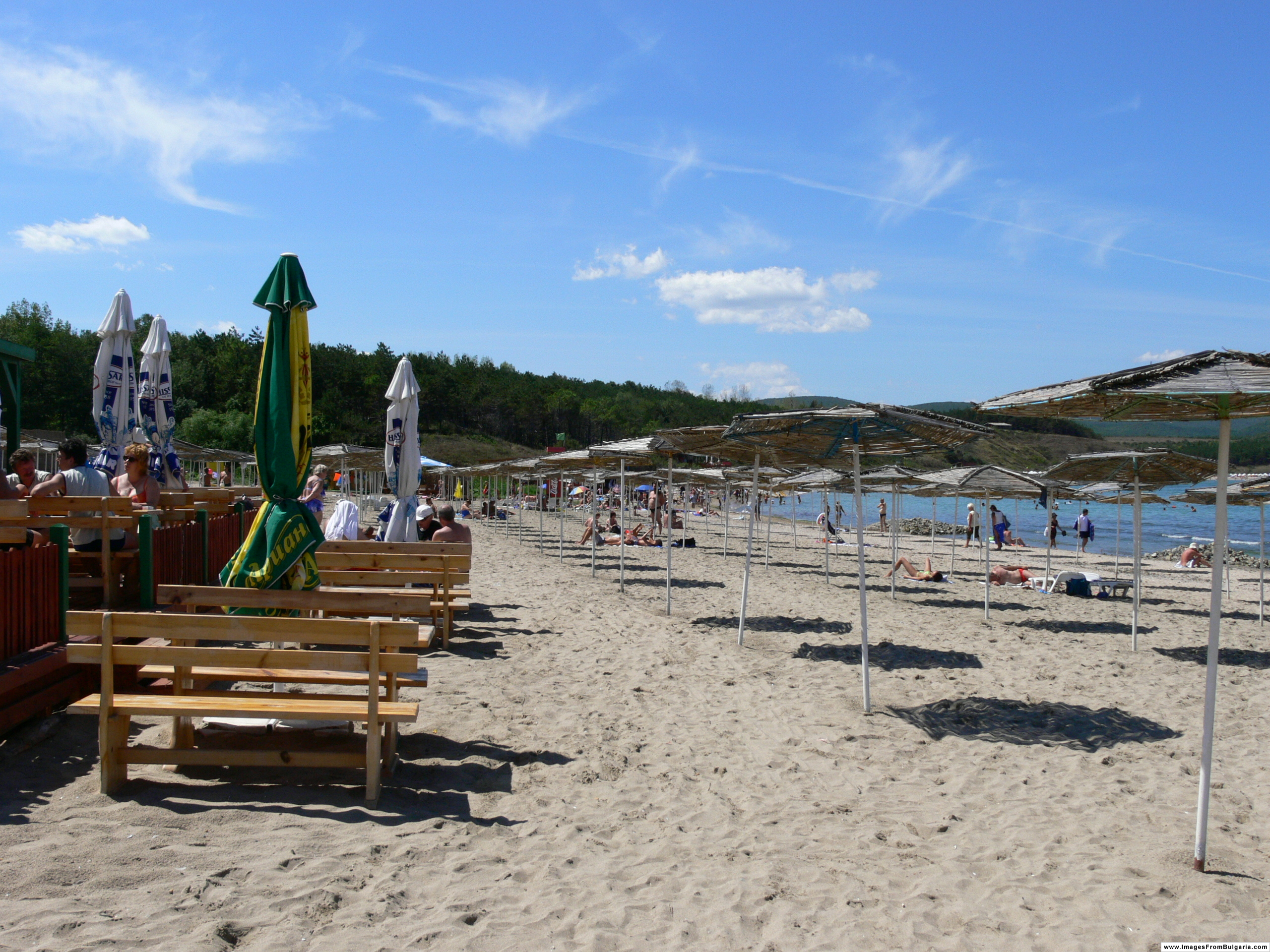
La plage
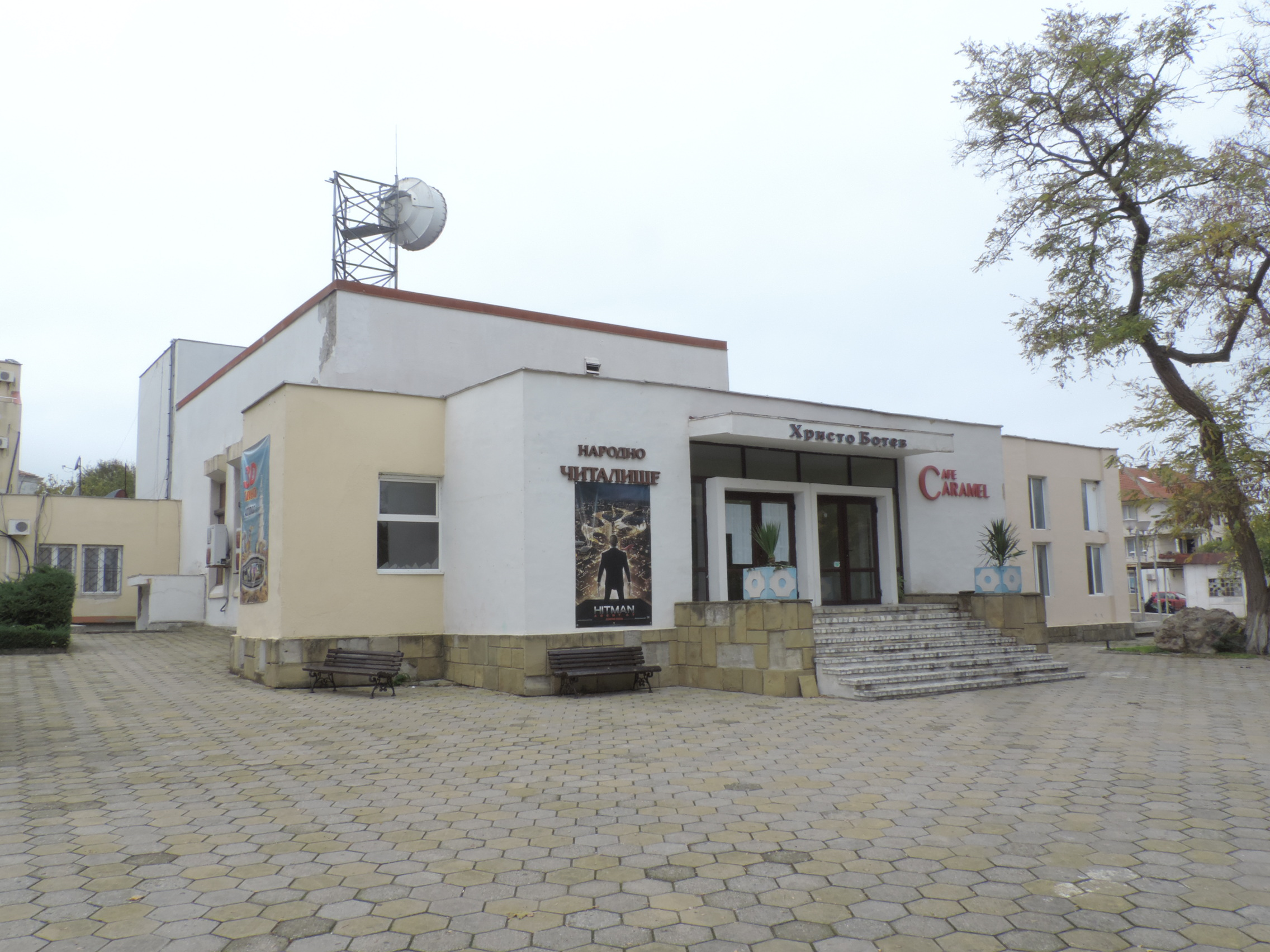
Le Tchitalichté Hristo Botèv
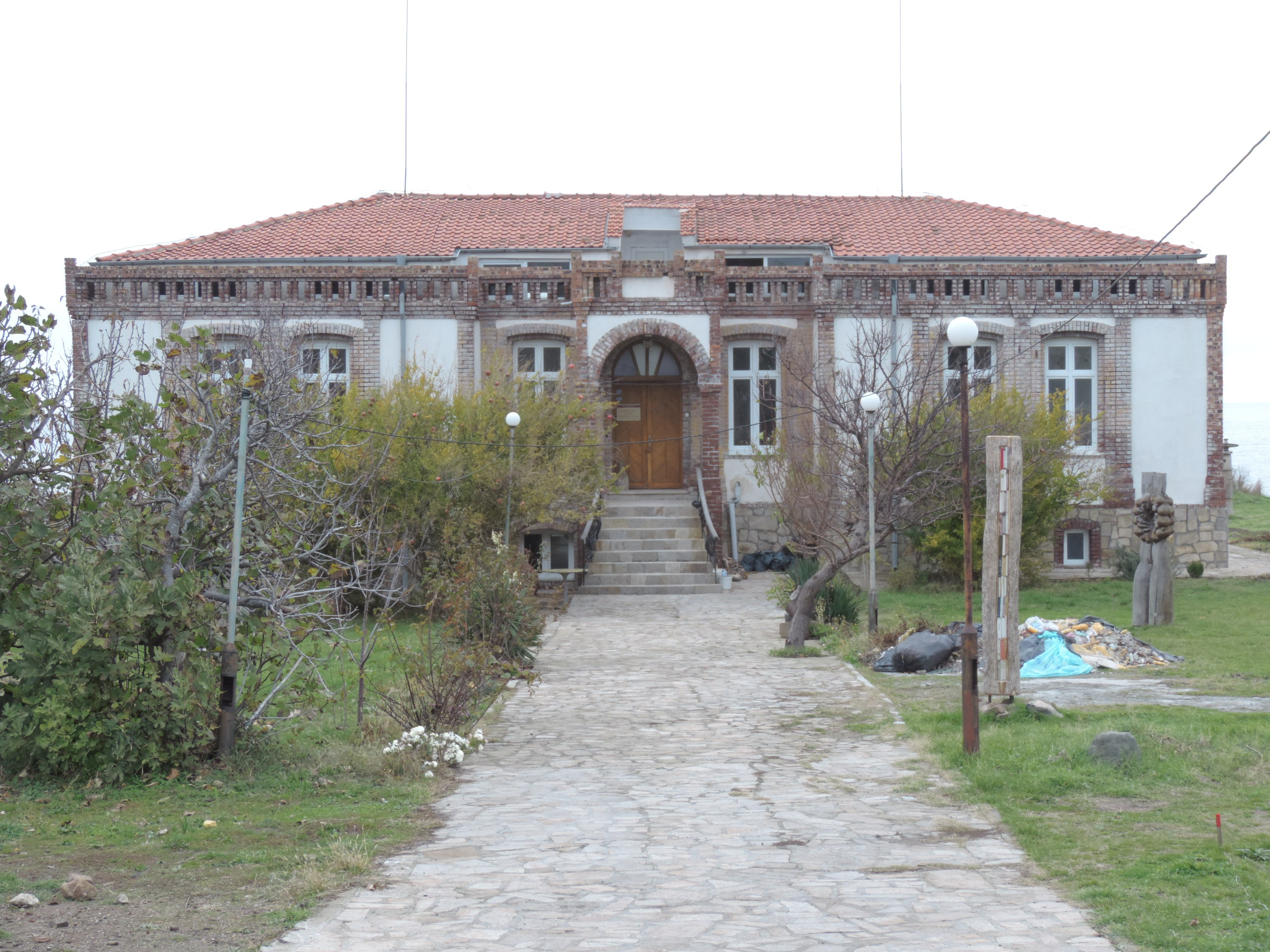
L'école grecque
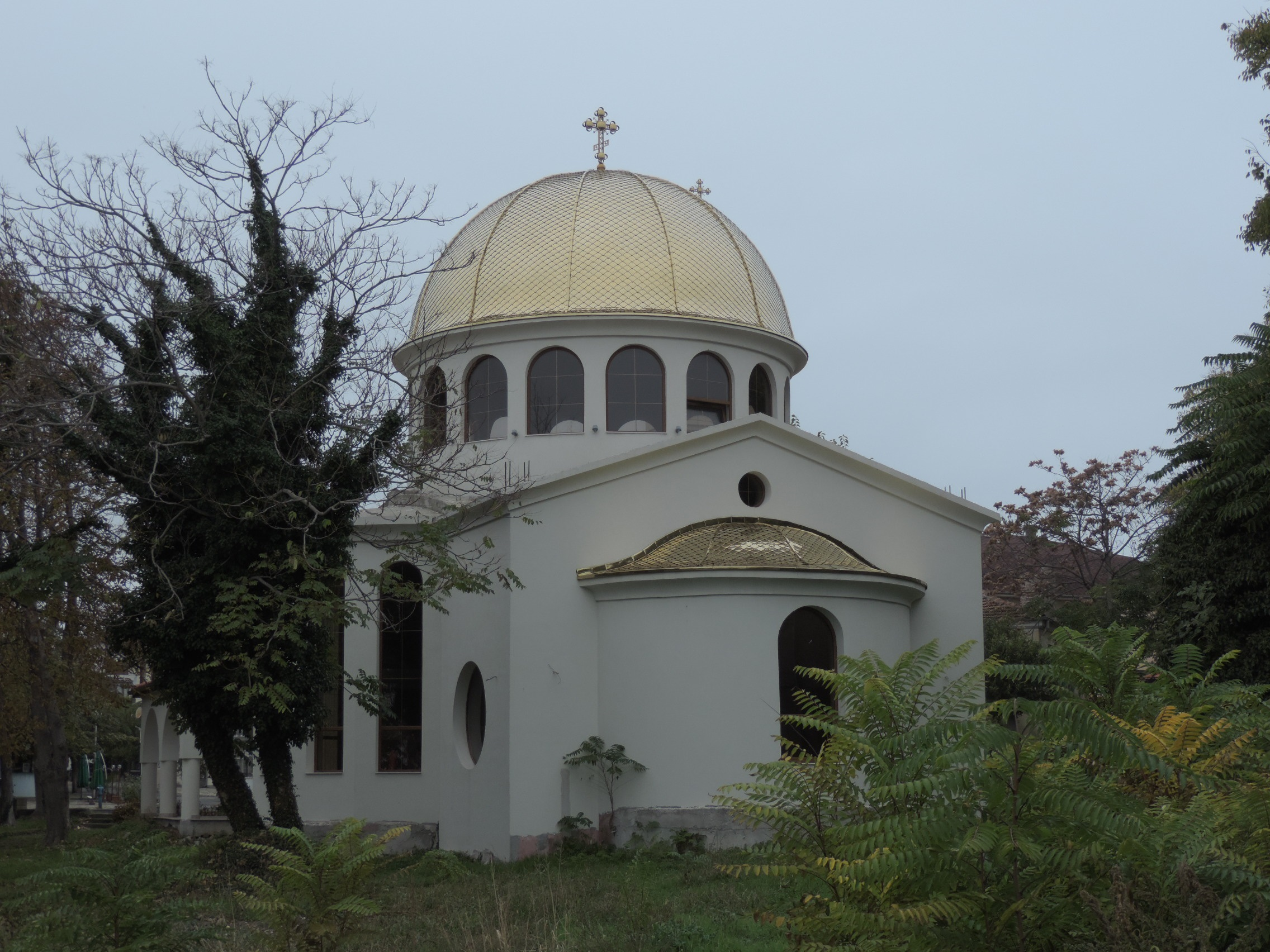
Église du saint tsar Térvèl